# Лимасол
Лимасол или Лемесос (грч. Λεμεσός, Лемесос, тур. Leymosun, Лејмосун) је други по величини и значају град на Кипру. То је и највећа кипарска лука, а последњих деценија је постао и веома значајно туристичко одредиште. Налази се између два античка града Аматуса и Куријона. У непосредној близини града (западно од Лимасола) се налази подручје Акротири које служи као војна база Уједињеног Краљевства.

## Географија
Лимасол се сместио на јужној обали острва Кипар. Од главног града Никозије Лимасол је удаљен 75 km југозападно, а од такође значајне Ларнаке 60 km западно.

### Рељеф
Лимасол се налази у Акротирском заливу Средоземног мора, на 0–30 m надморске висине. Град се образовао у приобалној равници, плодној и густо насељеној, изнад које се северно издижу највише планине на Кипру, Тродос планине.

### Клима
Клима у Лимасолу је средоземна са елементима сушне, степске климе. Просечна годишња температура је чак 25 подеока, а падавина има мало - око 410 мм/м². Падавине су чешће у току зиме у виду пљускова.

### Воде
Лимасол се налази у источном Средоземљу (познатом и као Левантско море). Град се сместио у омаленом Акротирском заливу. У копненом делу града постоји пар малих и безначајних водотока, који често пресушују.

## Историја
Лимасол се налази између два античка града Аматуса и Куриона, која су током овог доба била значајна острву. Развој данашњег града почиње тек другог миленијума. Тачније, енглески краљ Ричард Лавље Срце је уништио Аматус 1191. године. Лимасол је вероватно изграђен након разарања Аматуса. Ипак, само подручје града имало је становника још од античких времена, јер ту су наћени гробови стари и 4.000 година.
У 7. веку Лимасол, који се тада звао Неаполис (Нови град) био је седиште епископа. У 10. веку се звао Немесос. Енглески краљ Ричард Лавље Срце је 1191. путовао у Свету земљу у крсташки рат. Његова заручница Беренгарија од Наваре и Ричардова сестра краљица Сицилије Јована путовале су на другом броду. Због јаке олује брод са краљицама је морао да потражи склониште у Лимасолу.
Византија је тада владала Кипром преко свога намесника Исака Комнина. Исак Комнин је био окрутан и није био наклоњен Латинима. Позвао је краљице на обалу, са намером да их зароби и тражи за њих откуп. Међутим оне су одбиле. Исак Комнин им на то није дао свеже воде, тако да су се нашли у невољи или да исплове или да буду заробљени. Када је Ричард дошао у Лимасол тражио је од Комнина да допринесе крсташком походу и ослобађању Свете земље. У почетку је Исак пристао, да би касније одбио да да било какву помоћ. Ричард Лавље Срце је кренуо у борбу против Исака Комнина. Исак Комнин Кипарски се предао након Ричардовог обећања да га неће ставити у гвожђе. Међутим, Ричард га је оковао сребреним оковима. Победио га је и заузео је цели Кипар. Ричард је ту прослављао победу, а и венчао се у Лимасолу са Беренгеријом, која је добила круну као краљица Енглеске. Тиме је било окончано дуго раздобље византијске власти на Кипру. Ричард је уништио Аматус, а његове становнике раселио у Лимасол.
Годину дана касније 1192. Кипар је продао витезима Темпларима. Темплари су разрезали велике порезе, да би повратили новац, којим су купили Кипар. Кипрани су се побунили и тражили су Ричардову заштиту. Ричард је нашао новога купца Кипра. Био је то Ги Лизињан. Кипар се отада налазио неколико векова под власти француске династије Лизињана од 1192. до 1498. г.
Мамелуци из Египта су често нападали Лимасол. Лука у Лимасолу била је уточиште за гусаре, који су нападали бродове у Источном Средоземљу. Гусари су имали подршку, јер су део новца давали властодршцима. Мамелуци су одлучили да униште гусарско гнездо, па су 1424. године уништили и запалили град. Годину дана касније напали су са још већом војском и попљачкали су поред Лимасола и остале градове на острву. Поновили су акцију 1426. године и тада су заробили и краља Кипра.
Кипарска краљица Катарина Корнаро је 1489. године продала Кипар Млецима. Млечани нису показали много занимања за Кипар. Било им је једино битно да убиру порезе. Они су уништили замак у Лимасолу. Османско царство је 1570. заузело Лимасол, а мало касније и цели Кипар.
Британци су преузели Кипар 1878. године. Стабилна и напредна страна управа омогућила је да се Лимасол током касног 19. и почетком 20. века полако развија. Тада се у граду јављају савремене грађевине, уводи се инфраструктура. Нови замах град добија током 70-их година 20. века, парадоксално са турским заузећем северног Кипра. Престоница Никозија, као подељени град са сталним бојазнима од сукоба и губитак велике луке у Фамагусти су дали подстрек наглом развоју много сигурнијег Лимасола, посебно у сфери поморства, трговине и туризма.
У 21. веку у граду се налазе луксузни хотели. ресторани и бројни ноћни клубови па је град добио изузетан туристички значај.

## Становништво
| Година       |
| Становништво |
| ------------ |

Лимасол данас има око 101 хиљада становника у градским границама и око 165-176 хиљада становника у ширем градском подручју. Данас су становници махом Грци, док се некада присутна турска мањина иселила после Турске инвазије. Истовремено град је примило на хиљаде грчких избеглица са севера острва. Последњих година у град се насељава и све више странаца, или економских усељеника са Истока или некадашњих туриста са Запада.

## Привреда
Развој туризма у Лимасолу започео је 1974. године након турске окупације Фамагусте и Кериније, које су дотад биле главна туристичка средишта Кипра. Највећа кипарска лука је постао исте године, а пре тога је то била Фамагуста. Стога је Лимасол данас највећа кипарска лука са веома развијеног трговином. Трговина се првенствено одвија са земљама Европске уније, али и осталим земљама које припадају Медитерану.
Околина Лимасола је позната по виноградарству и узгајању маслина и јужног воћа. Око града је многих винарија.
Последњих деценија град је велико туристичко одредиште, како због благе климе и лепих плажа у околини, тако и због очуваног старог градског језгра самог Лимасола.

## Знаменитости
- Средњовековни замак је изградила Византија око 1000. Сада је ту музеј. Од 1790. до 1940. служио је као затвор;
- Национални археолошки музеј има значајну колекцију антиквитета од неолитског доба до староримског раздобља;
- Ботаничка башта са малим зоолошким вртом;
- Лимасол је значајан и по карневалу и винском фестивалу. Лимасолски карневал траје 10 дана.

## Партнерски градови
- Александрија
- Бергиш Гладбах
- Хаифа
- Солун
- Нанкинг
- Марсељ
- Нидеркасел
- Ираклион
- Патра
- Родос
- Јањина
- Закинтос (град)
- Тел Авив
- Праг
- Rodos Municipality
- Александрија
- Municipality of Thessaloniki
- Heraklion Municipality
- Zakynthos Municipality

## Галерија
- Црква Аја Напа у Лимасолу
- Лизињански замак Колоси